# Gewann Sensen und Tal nordöstlich Eichswiesen
Das Gebiet Gewann Sensen und Tal nordöstlich Eichswiesen ist ein 11,4 ha großes Landschaftsschutzgebiet, von dem 11,4 ha (LSG-Nummer 1.27.072) auf dem Gebiet der Stadt Schrozberg im Landkreis Schwäbisch Hall und weitere 2,2 ha (LSG-Nummer 1.28.011) auf dem Gebiet der Stadt Niederstetten im Main-Tauber-Kreis in Baden-Württemberg liegen. Es wurde mit Verordnung vom 27. Juli 1992 ausgewiesen.

## Lage
Das 4,8 Hektar große Schutzgebiet liegt rund 3⁄4 km nordöstlich des Schrozberger Weilers Eichswiesen auf etwa 451 bis 419 m ü. NHN im obersten Talabschnitt des Stegmühlenbachs, eines linken Zuflusses des Vorbachs, und wird naturräumlich zum Unterraum Südliche Tauberplatten des Tauberlandes gerechnet.

## Schutzzweck
Wesentlicher Schutzzweck des Landschaftsschutzgebietes ist:
1. die Erhaltung und Sicherung des sich rasch eintiefenden Oberteils der im Muschelkalk liegenden Seitenklinge des Vorbachs mit seiner durch extensive Nutzungsarten entstandenen Vegetation;
2. die Erhaltung der ökologisch sehr wertvollen Haine, Hecken, Gehölze, Steinriegel und Lesesteinhaufen, Trocken- und Halbtrockenrasengesellschaften, Streuobstelemente und Feuchtflächen;
3. die Sicherung des reizvollen und vielfältigen Landschaftsbildes.